# 藤井重夫
藤井 重夫（ふじい しげお、1916年2月10日 - 1979年1月17日）は、作家。

## 略歴
兵庫県豊岡市生まれ。豊岡商業学校卒（現兵庫県立豊岡総合高等学校）。第二次世界大戦中は中国大陸および南方に転戦する。戦後は、朝日新聞記者をしながら小説を書き、1951年、『佳人』で芥川賞候補、1959年に退社し作家に専念、1965年、大阪の戦災孤児を描いた『虹』（『オール讀物』発表）で直木賞を受賞した。
1979年1月17日、午前2時2分、脳出血のため世田谷中央病院で死去。

## 著書
- 『悲風ビルマ戦線』（鱒書房、1956年）
- 『佳人』（東都書房、1957年）芦川いづみ主演で映画化
- 『家紋の果』（東都書房、1958年）
- 『風紋』（東都書房、1959年）
- 『夜の猟人』（東京文芸社、1960年）
- 『花の肖像』（東京文芸社、1961年）
- 『誰かと誰かが』（秋元書房、1963年）
- 『千羽鶴の祈り』（秋元書房、1965年）
- 『終りなき鎮魂歌』（番町書房、1965年）
- 『虹』（文藝春秋新社、1965年）のち春陽文庫、角川文庫
- 『おない年』（秋元書房、1966年）
- 『祝婚歌』（春陽堂書店、1970年）
- 『死線』（番町書房、1971年）
- 『静歌』（番町書房、1972年）
- 『きけわだつみもうひとつの声』（汐文社、1975年）
- 『にっぽんいそっぷ』（崙書房、1981年）